# Fernando Fragata
Fernando Fragata (Estoril, 2 de diciembre de 1965-8 de noviembre de 2024) fue un director de cine portugués.
Inició su carrera como operador de cámara en publicidad, videoclips y películas de Joaquim Leitão, Ana Luisa Guimarães y Quirino Simões.

## Filmografía
- 2004 - Sorte Nula
- 2002 - Pulsação Zero
- 1998 - Pesadelo Cor De Rosa
- 1995 - Amor e Alquimia
- 1994 - O Assassino da Voz Meiga